# Życie jako śmiertelna choroba przenoszona drogą płciową
Życie jako śmiertelna choroba przenoszona drogą płciową (La vida, una enfermedad mortal de transmisión sexual en España y La vida como una enfermedad mortal contagiada por vía sexual en Hispanoamérica) es una película dramática polaca de 2000 dirigida por Krzysztof Zanussi. Fue la presentación de Polonia en la 73.ª edición de los Premios Óscar para la Mejor Película en Lengua Extranjera. La película ganó el Golden St. George en la 22.ª edición del Festival Internacional de Cine de Moscú.

## Sinopsis
Los habitantes de una pequeña ciudad se congregan en la plaza donde se ahorcará a un cuatrero. Esto sólo forma parte de una película que se está rodando. Entre los miembros del equipo se encuentra un médico enfermo de cáncer, quien ha perdido la esperanza de curarse y se prepara para la muerte...

## Reparto
- Zbigniew Zapasiewicz como Tomasz Berg
- Krystyna Janda como Anna
- Tadeusz Bradecki como El monje Marek
- Monika Krzywkowska como Hanka
- Pawel Okraska como Filip
- Jerzy Radziwiłowicz como Starszy Wioskowy
- Szymon Bobrowski como Karol
- Jerzy Nasierowski como Asistente